# Terenura sicki
A Terenura sicki a madarak osztályának verébalakúak (Passeriformes) rendjébe és a hangyászmadárfélék (Thamnophilidae) családjába tartozó faj.

## Rendszerezése
A fajt Dante Martins Teixeira és Luiz Pedreira Gonzaga írta le 1983-ban.

## Előfordulása
Brazília északkeleti részén, az Atlanti-óceán partvidékén honos. A természetes élőhelye a szubtrópusi vagy trópusi síkvidéki esőerdők. Állandó, nem vonuló faj.

## Megjelenése
Testhossza 9,5–10,5 centiméter, testtömege 6,5–7 gramm.

## Életmódja
Rovarokkal és valószínűleg pókokkal táplálkozik.

## Külső hivatkozások
- Képek az interneten a fajról
- Xeno-canto.org